# Список астероїдів (4501—4600)
| Назва                                     | Тимчасове позначення | Дата відкриття    | Місце відкриття                            | Відкривач                                              |
| ----------------------------------------- | -------------------- | ----------------- | ------------------------------------------ | ------------------------------------------------------ |
| 4501 Eurypylos                            | 1989 CJ3             | 4 лютого 1989     | Обсерваторія Ла-Сілья                      | Ерік Вальтер Ельст                                     |
| 4502 Елізабетганн (Elizabethann)          | 1989 KG              | 29 травня 1989    | Паломарська обсерваторія                   | Генрі Гольт                                            |
| 4503 Cleobulus                            | 1989 WM              | 28 листопада 1989 | Паломарська обсерваторія                   | Керолін Шумейкер                                       |
| 4504 Дженкінсон (Jenkinson)               | 1989 YO              | 21 грудня 1989    | Обсерваторія Сайдинг-Спрінг                | Роберт Макнот                                          |
| 4505 Окамура (Okamura)                    | 1990 DV1             | 20 лютого 1990    | Обсерваторія Ґейсей                        | Тсутому Секі                                           |
| 4506 Гендрі (Hendrie)                     | 1990 FJ              | 24 березня 1990   | Стейкенбрідж                               | Браян Маннінґ                                          |
| (4507) 1990 FV                            | 1990 FV              | 19 березня 1990   | Фудзієда                                   | Х. Шіодзава, М. Кідзава                                |
| 4508 Такацукі (Takatsuki)                 | 1990 FG1             | 27 березня 1990   | Обсерваторія Кітамі                        | Кін Ендате, Кадзуро Ватанабе                           |
| 4509 Горбатський (Gorbatskij)             | A917 SG              | 23 вересня 1917   | Сімеїз                                     | Сергій Бєлявський                                      |
| 4510 Шона (Shawna)                        | 1930 XK              | 13 грудня 1930    | Ловеллівська обсерваторія                  | Клайд Томбо                                            |
| 4511 Рембрандт (Rembrandt)                | 1935 SP1             | 28 вересня 1935   | Республіканська обсерваторія Йоганнесбурга | Гендрік ван Ґент                                       |
| 4512 Синухе (Sinuhe)                      | 1939 BM              | 20 січня 1939     | Турку                                      | Ірйо Вяйсяля                                           |
| 4513 Лувр (Louvre)                        | 1971 QW1             | 30 серпня 1971    | КрАО                                       | Смирнова Тамара Михайлівна                             |
| 4514 Вілен (Vilen)                        | 1972 HX              | 19 квітня 1972    | КрАО                                       | Смирнова Тамара Михайлівна                             |
| 4515 Хренніков (Khrennikov)               | 1973 SD6             | 28 вересня 1973   | КрАО                                       | Черних Микола Степанович                               |
| 4516 Пуговкін (Pugovkin)                  | 1973 SN6             | 28 вересня 1973   | КрАО                                       | Черних Микола Степанович                               |
| 4517 Ральфхарві (Ralpharvey)              | 1975 SV              | 30 вересня 1975   | Паломарська обсерваторія                   | Ш. Дж. Бас                                             |
| 4518 Райкін (Raikin)                      | 1976 GP3             | 1 квітня 1976     | КрАО                                       | Черних Микола Степанович                               |
| 4519 Воронеж (Voronezh)                   | 1976 YO4             | 18 грудня 1976    | КрАО                                       | Черних Микола Степанович                               |
| 4520 Довженко (Dovzhenko)                 | 1977 QJ3             | 22 серпня 1977    | КрАО                                       | Черних Микола Степанович                               |
| 4521 Акімов (Akimov)                      | 1979 FU2             | 29 березня 1979   | КрАО                                       | Черних Микола Степанович                               |
| 4522 Брітастра (Britastra)                | 1980 BM              | 22 січня 1980     | Станція Андерсон-Меса                      | Едвард Бовелл                                          |
| 4523 МІТ (MIT)                            | 1981 DM1             | 28 лютого 1981    | Обсерваторія Сайдинг-Спрінг                | Ш. Дж. Бас                                             |
| 4524 Барклайдетоллі (Barklajdetolli)      | 1981 RV4             | 8 вересня 1981    | КрАО                                       | Журавльова Людмила Василівна                           |
| 4525 Джонбауер (Johnbauer)                | 1982 JB3             | 15 травня 1982    | Паломарська обсерваторія                   | Е. Гелін, Юджин Шумейкер, П. Вайлдер                   |
| 4526 Конко (Konko)                        | 1982 KN1             | 22 травня 1982    | Обсерваторія Кісо                          | Хірокі Косаї, Кіїтіро Фурукава                         |
| 4527 Шенберґ (Schoenberg)                 | 1982 OK              | 24 липня 1982     | Станція Андерсон-Меса                      | Едвард Бовелл                                          |
| 4528 Берґ (Berg)                          | 1983 PP              | 13 серпня 1983    | Станція Андерсон-Меса                      | Едвард Бовелл                                          |
| 4529 Веберн (Webern)                      | 1984 ED              | 1 березня 1984    | Станція Андерсон-Меса                      | Едвард Бовелл                                          |
| 4530 Смолуховський (Smoluchowski)         | 1984 EP              | 1 березня 1984    | Станція Андерсон-Меса                      | Едвард Бовелл                                          |
| 4531 Асаро (Asaro)                        | 1985 FC              | 20 березня 1985   | Паломарська обсерваторія                   | Керолін Шумейкер                                       |
| 4532 Копленд (Copland)                    | 1985 GM1             | 15 квітня 1985    | Станція Андерсон-Меса                      | Едвард Бовелл                                          |
| 4533 Орт (Orth)                           | 1986 EL              | 7 березня 1986    | Паломарська обсерваторія                   | Керолін Шумейкер                                       |
| 4534 Римський-Корсаков (Rimskij-Korsakov) | 1986 PV4             | 6 серпня 1986     | КрАО                                       | Черних Микола Степанович                               |
| 4535 Adamcarolla                          | 1986 QV2             | 28 серпня 1986    | Обсерваторія Ла-Сілья                      | Анрі Дебеонь                                           |
| 4536 Дрюпінскі (Drewpinsky)               | 1987 DA6             | 22 лютого 1987    | Обсерваторія Ла-Сілья                      | Анрі Дебеонь                                           |
| 4537 Валгрирасп (Valgrirasp)              | 1987 RR3             | 2 вересня 1987    | КрАО                                       | Черних Людмила Іванівна                                |
| (4538) 1988 TP                            | 1988 TP              | 10 жовтня 1988    | Тойота                                     | Кендзо Судзукі                                         |
| 4539 Міяґіно (Miyagino)                   | 1988 VU1             | 8 листопада 1988  | Станція Аясі обсерваторії Сендай           | Масахіро Коїсікава                                     |
| 4540 Оріані (Oriani)                      | 1988 VY1             | 6 листопада 1988  | Обсерваторія Сан-Вітторе                   | Обсерваторія Сан-Вітторе                               |
| 4541 Мізуно (Mizuno)                      | 1989 AF              | 1 січня 1989      | Тойота                                     | Кендзо Судзукі, Тошімата Фурута                        |
| 4542 Моссотті (Mossotti)                  | 1989 BO              | 30 січня 1989     | Обсерваторія Сан-Вітторе                   | Обсерваторія Сан-Вітторе                               |
| 4543 Phoinix                              | 1989 CQ1             | 2 лютого 1989     | Паломарська обсерваторія                   | Керолін Шумейкер                                       |
| 4544 Xanthus                              | 1989 FB              | 31 березня 1989   | Паломарська обсерваторія                   | Генрі Гольт, Норман Томас                              |
| 4545 Прімолеві (Primolevi)                | 1989 SB11            | 28 вересня 1989   | Обсерваторія Ла-Сілья                      | Анрі Дебеонь                                           |
| 4546 Франк (Franck)                       | 1990 EW2             | 2 березня 1990    | Обсерваторія Ла-Сілья                      | Ерік Вальтер Ельст                                     |
| 4547 Массачусетс (Massachusetts)          | 1990 KP              | 16 травня 1990    | Станція JCPM Саппоро                       | Кін Ендате, Кадзуро Ватанабе                           |
| 4548 Вілен (Wielen)                       | 2538 P-L             | 24 вересня 1960   | Паломарська обсерваторія                   | К. Й. ван Гаутен, І. ван Гаутен-Ґроневельд, Т. Герельс |
| 4549 Бьоркгардт (Burkhardt)               | 1276 T-2             | 29 вересня 1973   | Паломарська обсерваторія                   | К. Й. ван Гаутен, І. ван Гаутен-Ґроневельд, Т. Герельс |
| 4550 Ройкларке (Royclarke)                | 1977 HH1             | 24 квітня 1977    | Паломарська обсерваторія                   | Ш. Дж. Бас                                             |
| 4551 Кокран (Cochran)                     | 1979 MC              | 28 червня 1979    | Станція Андерсон-Меса                      | Едвард Бовелл                                          |
| 4552 Набелек (Nabelek)                    | 1980 JC              | 11 травня 1980    | Обсерваторія Клеть                         | Антонін Мркос                                          |
| 4553 Донкемпбелл (Doncampbell)            | 1982 RH              | 15 вересня 1982   | Станція Андерсон-Меса                      | Едвард Бовелл                                          |
| 4554 Фанінка (Fanynka)                    | 1986 UT              | 28 жовтня 1986    | Обсерваторія Клеть                         | Антонін Мркос                                          |
| (4555) 1987 QL                            | 1987 QL              | 24 серпня 1987    | Паломарська обсерваторія                   | Стефен Сінґер-Брюстер                                  |
| 4556 Гумільов (Gumilyov)                  | 1987 QW10            | 27 серпня 1987    | КрАО                                       | Карачкіна Людмила Георгіївна                           |
| 4557 Міка (Mika)                          | 1987 XD              | 14 грудня 1987    | Обсерваторія Кітамі                        | Масаюкі Янаї, Кадзуро Ватанабе                         |
| 4558 Janesick                             | 1988 NF              | 12 липня 1988     | Паломарська обсерваторія                   | Ален Морі, Жан Мюллер                                  |
| 4559 Штраус (Strauss)                     | 1989 AP6             | 11 січня 1989     | Обсерваторія Карла Шварцшильда             | Ф. Бернґен                                             |
| 4560 Ключевський (Klyuchevskij)           | 1976 YD2             | 16 грудня 1976    | КрАО                                       | Черних Людмила Іванівна                                |
| 4561 Лемешев (Lemeshev)                   | 1978 RY5             | 13 вересня 1978   | КрАО                                       | Черних Микола Степанович                               |
| 4562 Польюнкук (Poleungkuk)               | 1979 UD2             | 21 жовтня 1979    | Обсерваторія Цзицзіньшань                  | Обсерваторія Червона Гора                              |
| 4563 Кахнія (Kahnia)                      | 1980 OG              | 17 липня 1980     | Станція Андерсон-Меса                      | Едвард Бовелл                                          |
| 4564 Клейтон (Clayton)                    | 1981 ET16            | 6 березня 1981    | Обсерваторія Сайдинг-Спрінг                | Ш. Дж. Бас                                             |
| 4565 Гроссман (Grossman)                  | 1981 EZ17            | 2 березня 1981    | Обсерваторія Сайдинг-Спрінг                | Ш. Дж. Бас                                             |
| 4566 Чаокуанґпіу (Chaokuangpiu)           | 1981 WM4             | 27 листопада 1981 | Обсерваторія Цзицзіньшань                  | Обсерваторія Червона Гора                              |
| 4567 Бечвар (Becvar)                      | 1982 SO1             | 17 вересня 1982   | Обсерваторія Клеть                         | М. Махрова                                             |
| 4568 Менкаура (Menkaure)                  | 1983 RY3             | 2 вересня 1983    | Станція Андерсон-Меса                      | Норман Томас                                           |
| 4569 Бербель (Baerbel)                    | 1985 GV1             | 15 квітня 1985    | Паломарська обсерваторія                   | Керолін Шумейкер                                       |
| 4570 Ранкорн (Runcorn)                    | 1985 PR              | 14 серпня 1985    | Станція Андерсон-Меса                      | Едвард Бовелл                                          |
| 4571 Ґрюмьо (Grumiaux)                    | 1985 RY3             | 8 вересня 1985    | Обсерваторія Ла-Сілья                      | Анрі Дебеонь                                           |
| 4572 Браге (Brage)                        | 1986 RF              | 8 вересня 1986    | Обсерваторія Брорфельде                    | Поуль Єнсен                                            |
| 4573 Пьєштяни (Piestany)                  | 1986 TP6             | 5 жовтня 1986     | Півніце                                    | Мілан Антал                                            |
| 4574 Йосінака (Yoshinaka)                 | 1986 YB              | 20 грудня 1986    | Обсерваторія Одзіма                        | Тсунео Ніїдзіма, Такеші Урата                          |
| 4575 Броман (Broman)                      | 1987 ME1             | 26 червня 1987    | Паломарська обсерваторія                   | Е. Гелін                                               |
| 4576 Янотойохіко (Yanotoyohiko)           | 1988 CC              | 10 лютого 1988    | YGCO (станція Тійода)                      | Такуо Кодзіма                                          |
| 4577 Чікако (Chikako)                     | 1988 WG              | 30 листопада 1988 | Обсерваторія Яцуґатаке-Кобутізава          | Йошіо Кушіда, Масару Іноуе                             |
| 4578 Курасікі (Kurashiki)                 | 1988 XL1             | 7 грудня 1988     | Обсерваторія Ґейсей                        | Тсутому Секі                                           |
| 4579 Пуччіні (Puccini)                    | 1989 AT6             | 11 січня 1989     | Обсерваторія Карла Шварцшильда             | Ф. Бернґен                                             |
| 4580 Чайлд (Child)                        | 1989 EF              | 4 березня 1989    | Паломарська обсерваторія                   | Е. Гелін                                               |
| 4581 Асклепій                             | 1989 FC              | 31 березня 1989   | Паломарська обсерваторія                   | Генрі Гольт, Норман Томас                              |
| 4582 Хенк (Hank)                          | 1989 FW              | 31 березня 1989   | Паломарська обсерваторія                   | Керолін Шумейкер                                       |
| 4583 Луго (Lugo)                          | 1989 RL4             | 1 вересня 1989    | Смолян                                     | Болгарська Національна обсерваторія                    |
| 4584 Акан (Akan)                          | 1990 FA              | 16 березня 1990   | Обсерваторія Кушіро                        | Масанорі Мацумаяма, Кадзуро Ватанабе                   |
| 4585 Айнонай (Ainonai)                    | 1990 KQ              | 16 травня 1990    | Обсерваторія Кітамі                        | Кін Ендате, Кадзуро Ватанабе                           |
| 4586 Ґунвор (Gunvor)                      | 6047 P-L             | 24 вересня 1960   | Паломарська обсерваторія                   | К. Й. ван Гаутен, І. ван Гаутен-Ґроневельд, Т. Герельс |
| 4587 Rees                                 | 3239 T-2             | 30 вересня 1973   | Паломарська обсерваторія                   | К. Й. ван Гаутен, І. ван Гаутен-Ґроневельд, Т. Герельс |
| 4588 Вісліценус (Wislicenus)              | 1931 EE              | 13 березня 1931   | Обсерваторія Гейдельберг-Кеніґштуль        | Макс Вольф                                             |
| 4589 Макдавел (McDowell)                  | 1933 OB              | 24 липня 1933     | Обсерваторія Гейдельберг-Кеніґштуль        | К. В. Райнмут                                          |
| 4590 Дімащоголєв (Dimashchegolev)         | 1968 OG1             | 25 липня 1968     | Астрономічна станція Серро Ель Робле       | Гурій Плюгін, Юрій Бєляєв                              |
| 4591 Брянцев (Bryantsev)                  | 1975 VZ              | 1 листопада 1975  | КрАО                                       | Смирнова Тамара Михайлівна                             |
| 4592 Алкіссія (Alkissia)                  | 1979 SQ11            | 24 вересня 1979   | КрАО                                       | Черних Микола Степанович                               |
| 4593 Рейпурз (Reipurth)                   | 1980 FV1             | 16 березня 1980   | Обсерваторія Ла-Сілья                      | Клаес-Інґвар Лаґерквіст                                |
| 4594 Дашкова (Dashkova)                   | 1980 KR1             | 17 травня 1980    | КрАО                                       | Черних Людмила Іванівна                                |
| 4595 Принц (Prinz)                        | 1981 EZ2             | 2 березня 1981    | Обсерваторія Сайдинг-Спрінг                | Ш. Дж. Бас                                             |
| (4596) 1981 QB                            | 1981 QB              | 28 серпня 1981    | Паломарська обсерваторія                   | Чарльз Коваль                                          |
| 4597 Консолмаґно (Consolmagno)            | 1983 UA1             | 30 жовтня 1983    | Паломарська обсерваторія                   | Ш. Дж. Бас                                             |
| 4598 Корадіні (Coradini)                  | 1985 PG1             | 15 серпня 1985    | Станція Андерсон-Меса                      | Едвард Бовелл                                          |
| 4599 Роуен (Rowan)                        | 1985 RZ2             | 5 вересня 1985    | Обсерваторія Ла-Сілья                      | Анрі Дебеонь                                           |
| 4600 Мідовз (Meadows)                     | 1985 RE4             | 10 вересня 1985   | Обсерваторія Ла-Сілья                      | Анрі Дебеонь                                           |

| Астероїди 1—10000 → |           |           |           |           |           |           |           |           |            |
| 1—100               | 1001—1100 | 2001—2100 | 3001—3100 | 4001—4100 | 5001—5100 | 6001—6100 | 7001—7100 | 8001—8100 | 9001—9100  |
| 101—200             | 1101—1200 | 2101—2200 | 3101—3200 | 4101—4200 | 5101—5200 | 6101—6200 | 7101—7200 | 8101—8200 | 9101—9200  |
| 201—300             | 1201—1300 | 2201—2300 | 3201—3300 | 4201—4300 | 5201—5300 | 6201—6300 | 7201—7300 | 8201—8300 | 9201—9300  |
| 301—400             | 1301—1400 | 2301—2400 | 3301—3400 | 4301—4400 | 5301—5400 | 6301—6400 | 7301—7400 | 8301—8400 | 9301—9400  |
| 401—500             | 1401—1500 | 2401—2500 | 3401—3500 | 4401—4500 | 5401—5500 | 6401—6500 | 7401—7500 | 8401—8500 | 9401—9500  |
| 501—600             | 1501—1600 | 2501—2600 | 3501—3600 | 4501—4600 | 5501—5600 | 6501—6600 | 7501—7600 | 8501—8600 | 9501—9600  |
| 601—700             | 1601—1700 | 2601—2700 | 3601—3700 | 4601—4700 | 5601—5700 | 6601—6700 | 7601—7700 | 8601—8700 | 9601—9700  |
| 701—800             | 1701—1800 | 2701—2800 | 3701—3800 | 4701—4800 | 5701—5800 | 6701—6800 | 7701—7800 | 8701—8800 | 9701—9800  |
| 801—900             | 1801—1900 | 2801—2900 | 3801—3900 | 4801—4900 | 5801—5900 | 6801—6900 | 7801—7900 | 8801—8900 | 9801—9900  |
| 901—1000            | 1901—2000 | 2901—3000 | 3901—4000 | 4901—5000 | 5901—6000 | 6901—7000 | 7901—8000 | 8901—9000 | 9901—10000 |